# 1724 en littérature
| Années de la littérature : 1721 - 1722 - 1723 - 1724 - 1725 - 1726 - 1727    |
| Décennies de la littérature : 1690 - 1700 - 1710 - 1720 - 1730 - 1740 - 1750 |

Cet article présente les faits marquants de l'année 1724 en littérature.

## Événements
- Août : Thomas Longman rachète le fonds de William Taylor, le premier éditeur de Robinson Crusoé, et s'associe avec son beau-père John Osborn pour fonder à Londres la maison Longman[1].
- 18 décembre : l'abbé Desfontaines, rédacteur du Journal des Savants, est arrêté et emprisonné au Châtelet sur accusation de sodomie[2].

## Parutions
- 14 mai : Charles Johnson, A General History of the Pyrates, London, Charles Rivington, 1724 (présentation en ligne) (« Histoire générale des plus fameux pirates »)[3].

- Paul de Rapin de Thoyras, Histoire d’Angleterre, La Haye, Alexandre de Rogissart, 1724 (présentation en ligne) en 8 volumes ; ouvrage savant, mais ayant la propension de donner la vision Whig[4].

- Fontenelle, De l'origine des fables (présentation en ligne), écrite vers 1690 ou avant[5], parait dans l'édition de 1724 de ses œuvres diverses publiées en trois volumes chez Michel Brunet à Paris.

- Lettres de Drapier, suite de sept pamphlets écrits entre 1724 et 1725 par l'écrivain Jonathan Swift[6].

- Daniel Defoe, Roxana, The Fortunate Mistress, London, T. Warner, 1724 (présentation en ligne) (« Lady Roxana ou l'Heureuse Catin »).

## Naissances
- 22 avril : Emmanuel Kant, philosophe allemand († 1804).

## Décès
- 11 octobre : Marc-Antoine Hersan, professeur d’Éloquence au  Collège Royal